# Université de Radom

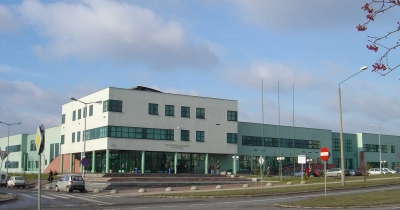
Le bâtiment de faculté d'économie et de finance

L'université Casimir Pulaski de Radom (en polonais : Uniwersytet Radomski im. Kazimierza Pułaskiego) est une université polonaise de Radom. Avec l'Université de Varsovie, l'Université de Radom est la seule université classique de la voïvodie polonaise de Mazovie. L'université a été créée en 2023 à la suite de la transformation de l'ancienne Université de technologie et de sciences humaines de Radom (en polonais: Uniwersytet Technologiczno-Humanistyczny). Elle perpétue la tradition de l'École d'Ingénieurs de l'Organisation Technique Supérieure (en polonais: Szkoła Inżynierska Naczelnej Organizacji Technicznej), fondée en 1950.
L'université porte le nom de Kazimierz Pułaski (1745-1779), aristocrate polonais qui a combattu pour la liberté de la Pologne menacée par la Russie, puis dans la guerre d'indépendance des États-Unis pendant laquelle il est tué au siège de Savannah.

## Facultés
L'université de Radom comporte en 2023 8 facultés :
- Faculté d'économie et de finance
- Faculté de philologie et pédagogie
- Faculté de génie chimique et des sciences des produits
- Faculté d'ingénierie mécanique
- Faculté des sciences médicales et des sciences de la santé
- Faculté de droit et d'administration
- Faculté d'arts
- Faculté des transports, de génie électrique et d'informatique